# Meurtre de la grange rouge

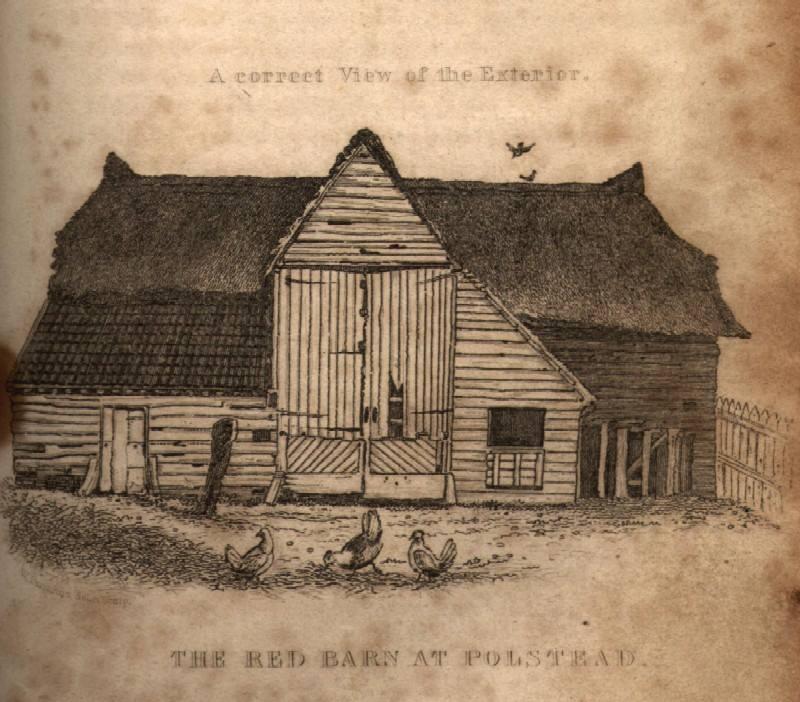
Dessin de la « grange rouge ».

Le « Meurtre de la grange rouge » (en anglais : Red Barn Murder) est une affaire criminelle qui s'est déroulée en 1827 en Angleterre à Polstead dans le Suffolk.

## Les faits
Une jeune femme, Maria Marten (ou parfois Maria Martin), est abattue par son amant, William Corder. Les deux jeunes gens avaient rendez-vous à la « grange rouge », un point de repère local, avant de fuir pour Ipswich. Maria n'est plus jamais revue depuis ce moment. Corder envoie des lettres à la famille de Marten affirmant qu'elle est en bonne santé, mais son corps est découvert enterré dans la grange.
Corder est appréhendé à Londres, où il a commencé une nouvelle vie avec une nouvelle épouse. Son procès est très médiatisé. Il est reconnu coupable d'assassinat et pendu publiquement en 1828. L'histoire a provoqué de nombreux articles dans les journaux, ainsi que des chansons et des adaptations théâtrales ou cinématographiques comme Maria Marten, or the Mystery of the Red Barn (1913).
Après qu’il eut été pendu, le corps de William Corder avait été disséqué et sa peau utilisée pour relier un ouvrage racontant son propre procès selon le personnel du musée Moyse's Hall Museum à Bury St Edmunds, Suffolk.